# Kaiserbergfest

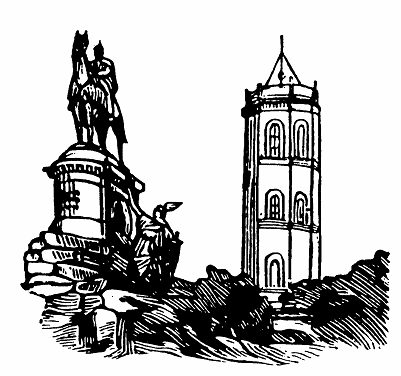
Das Kaiserbergfest-Logo zeigt den Wasserturm vom Kaiserberg und das Kaiser-Wilhelm-I.-Denkmal

Das Kaiserbergfest existiert seit 1883 und wird zurzeit vom „Kaiserbergfest Duisburg 1883 e. V.“ veranstaltet. Ausrichter der Sportdisziplinen sind verschiedene Duisburger Sportvereine. Das Kaiserbergfest zählt zu den Bergturnfesten.

## Aktuell
Zurzeit sind im Kaiserbergsportfest folgende Sportarten vertreten: Gerätturnen weiblich (Wahlvierkampf und Kürvierkampf), Gerätturnen männlich (Wahlsechskampf und Kürsechskampf), Deutsche Mehrkämpfe (Deutscher Achtkampf, Deutscher Sechskampf), Ausrichter: TV Wanheimerort e. V. und Friesenkampf, Ausrichter Eintracht Duisburg 1848 e. V.
Die Sportwettbewerbe im Kaiserbergfest finden nicht mehr an einem zentralen Datum statt, sondern durch sportartspezifische Großveranstaltungen im Wettkampfkalender an verschiedenen Tagen.

## Geschichte
1883 luden der Turnverein 1848 und Gauwart Dietrich Henning erstmals auf die große Wiese beim Wasserturm auf den Kaiserberg ein. Beim Hoch- und Weitsprung, Steinstoßen und 200-m-Lauf mit Wendepunkt sollten die Turner neben den klassischen turnerischen Disziplinen neue Sportarten ausprobieren.
Die Volksfeststimmung auf dem Kaiserberg mit den Sportwettkämpfen, Ess- und Trinkständen und musikalischer Unterhaltung fanden dort bis 1909 statt. Die Zahl der anfangs 500 Sportler aus dem Gau (Duisburg, Essen, Wesel, Mülheim und Oberhausen), die in 18 Vereinen organisiert waren, wuchs schnell an. 1910 wurde die Veranstaltung auf Grund von Platzmangel auf den Lotharplatz verlegt, um dann 1923 in das Wedaustadion umzuziehen.